# ۲۶۳ (میلادی)
۲۶۳ (میلادی) دویست و شصت و سومین سال تقویم میلادی است.

## درگذشتگان
‎